# Jenisseisk
Jenisseisk (russisch Енисейск) ist eine Stadt mit 18.766 Einwohnern (Stand 14. Oktober 2010) in der Region Krasnojarsk in Russland, am Ufer des Jenissei. Sie wird aufgrund ihres Alters häufig als der Vater der Sibirischen Städte bezeichnet.

## Geschichte
Jenisseisk wurde im Jahre 1619 als Militärfestung zur Besiedlung Sibiriens durch Kosaken gegründet, erhielt 1676 das Stadtrecht und wurde einer der wichtigsten Umschlagplätze im frühen Sibirien für Gold und Pelze. In der Umgebung wurden einmal 90 % der russischen Goldfunde gemacht, was die (einst) prächtigen Steinhäuser erklärt. Zudem diente die Stadt eineinhalb Jahrhunderte lang als Tor zu Ostsibirien.

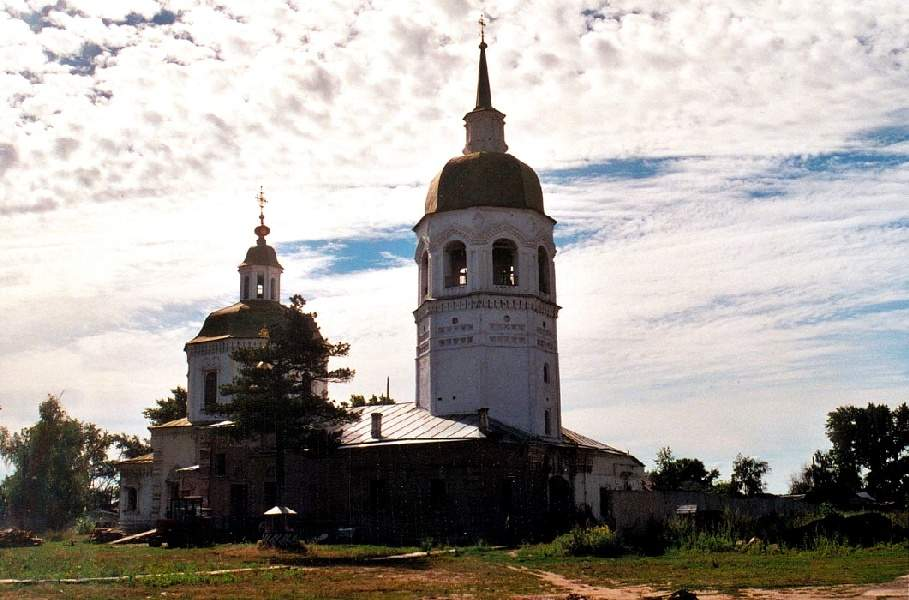
Spasso-Preobraschenski-Kloster in Jenisseisk

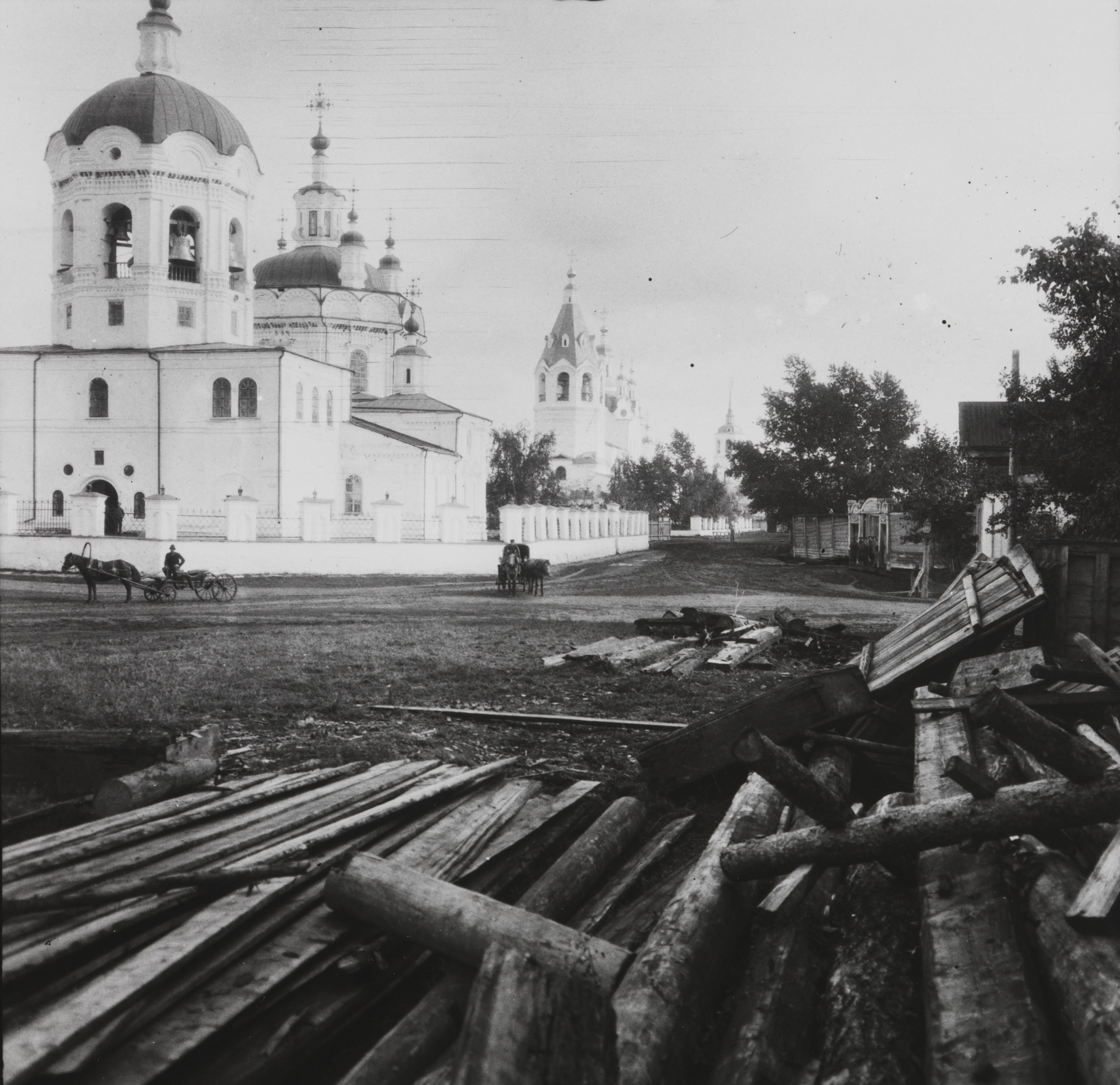
Kloster, Aufnahme von Fridtjof Nansen, 1913

Bekanntheit erlangte Jenisseisk auch durch seine Kirchen und Klöster. Kurz nach dem Entstehen der Tobolsk-Sibirischen Diözese im Jahre 1620 begann der Patriarch Filaret Romanow in Jenisseisk Kirchen zu errichten.
Zu den erhaltenen architektonischen Bauwerken der Stadt zählen: Das Spasso-Preobraschenski Kloster (gegründet 1642), die Erscheinungs-Kathedrale (1738–1764), Auferstehungskirche (1735–1747), Dreifaltigkeitskirche (1772–1776), Uspenski-Kirche (1793–1818), das Gebäude des Regionalmuseums von Jenisseisk (1747–1753), das Heimatkundemuseum (1883) und andere.
Jenisseisk diente schon früh auch als Verbannungsort. Unter Stalin wurden Häftlinge zu den nördlicher gelegenen Gulag-Stätten verschifft. Ab 1953 sollte eine Eisenbahnstrecke von Krasnojarsk nach Jenisseisk gebaut werden.

## Bevölkerungsentwicklung
| Jahr | Einwohner |
| ---- | --------- |
| 1876 | 6.830     |
| 1897 | 11.506    |
| 1939 | 12.764    |
| 1959 | 17.047    |
| 1970 | 19.880    |
| 1979 | 20.798    |
| 1989 | 22.891    |
| 2002 | 20.394    |
| 2010 | 18.766    |

Anmerkung: Volkszählungsdaten

## Geographie
Der Jenissei führt bei Jenisseisk im Monatsmittel zwischen 3000 m³/s (November 1974) und 18.200 m³/s (Mai 1973) Wasser (zum Vergleich: Rhein an der Mündung im Mittel 2330 m³/s).
Die mittlere Januartemperatur in der Stadt beträgt −22 °C und Julitemperatur +18 °C.

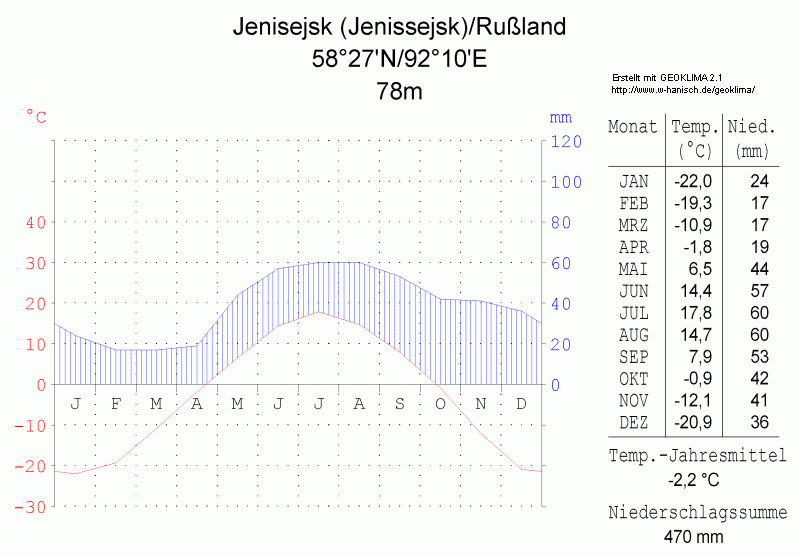
Klimadiagramm von Jenisseisk

## Söhne und Töchter der Stadt
- Wladislaus Onufrowicz (1854 oder 1856–1899), polnisch-schweizerischer Arzt
- Alexei Balandin (1898–1967), Chemiker
- Irena Krzywicka (1899–1994), polnische Feministin
- Tadeusz Słobodzianek (* 1955), polnischer Dramatiker, Theaterregisseur, Fernsehregisseur und Theaterkritiker
- Margarita Starkevičiūtė (* 1956), litauische Politikerin, Europaparlamentsmitglied
- Adam Michailowitsch Kurak (* 1985), Ringer